# Jan van Angoulême
Jan van Angoulême, ook genaamd Jan van Orléans, ((tussen 1 mei en 7 augustus) 1399 - Cognac, 30 april 1467), was prins en graaf van Angoulême en de Périgord. 

## Familie
Jan van Orléans was de zoon van Lodewijk I van Orléans, een prins uit het Capetingse huis Valois, hertog van Orléans, graaf van Blois, en diverse andere gebieden en van Valentina Visconti, de veronderstelde erfgename van het hertogdom Milaan. Hij was de broer van de beroemde dichter prins, Karel van Orléans die later vader van koning Lodewijk XII van Frankrijk zou worden. Hij was tevens halfbroer van Jan van Dunois (die 'de bastaard van Orléans' genoemd werd voordat hij zijn hertogelijke titel kreeg), oom van koning Lodewijk XII en grootvader van de latere koning Frans I van Frankrijk.

## Gijzelaar
Op 23 november 1407 werd Jans vader gedurende de Franse burgeroorlog vermoord in Parijs in opdracht van Jan zonder Vrees, de hertog van Bourgondië. Dit was een gevolg van de strijd om de macht tussen de hertogen van Armagnac en Bourgondië. Jans oudere broer Karel, die daags na het verlies van zijn vader 13 jaar werd, was nu degene die officieel aan het hoofd van de familie stond. Op 4 december 1408 stierf hun moeder op het kasteel van Blois; het was haar niet gelukt de opdrachtgever en moordenaar(s) van haar man voor het gerecht te brengen. De strijd tussen de Armagnacs en de Bourguignons hield aan. In deze strijd was een alliantie met de Engelsen van doorslaggevend belang. Beide partijen aarzelden niet om deze samenwerking te zoeken. De aanhangers van Karel I van Orléans brachten deze alliantie tot stand in de lente van 1412. In augustus van datzelfde jaar echter ondertekenden de hertogen van Armagnac en Bourgondië een wapenstilstand, waarin stond dat beide partijen alle overeenkomsten met de Engelsen zouden afzweren. De Engelse troepen weigerden naar huis te gaan zonder compensatie voor de som van 150.000, die uiteindelijk opliep tot 210.000 Écu, die hen was beloofd door de hertog van Armagnac bij het Verdrag van Buzançais op 14 november. Niet in staat om dit bedrag direct op te brengen, werd besloten zeven gijzelaars uit het gevolg van Karel I van Orléans mee te geven. Op 12-jarige leeftijd werd Jan in 1412 als gijzelaar aan de Engelsen uitgeleverd.

## Gevangenschap
Tijdens de Slag bij Azincourt in 1415 raakte Karel gewond, werd gevangengenomen door de Engelsen en eveneens gegijzeld. Een groot deel van hun gevangenschap brachten de broers gezamenlijk door. Samen vatten zij belangstelling op voor literatuur en zij omringden zich met een bibliotheek. Jan noteerde opmerkingen in de boeken die hij las en voorzag deze tevens van een waardering. Hij maakte gebruik van kopiisten en verrijkte zo zijn persoonlijke bibliotheek. Een van deze kopieën betrof The Canterbury Tales van Geoffrey Chaucer, welke Jan bij zijn vrijlating mee naar huis nam. Het was overigens het eerste manuscript van dit boek dat het Kanaal overstak, wat laat zien hoe gijzelaarsuitwisselingen hebben bijgedragen aan de culturele circulatie in Europa. Het werk maakte deel uit van de inventaris van zijn eigendom, welke werd uitgevoerd na zijn dood. De kopie wordt momenteel bewaard in de Bibliothèque nationale de France. 
In 1440 wordt broer Karel vrijgelaten door koning Hendrik VI van Engeland, nadat Filips de Goede het losgeld (220.000 ecu), had betaald. Saillant detail: Filips de Goede was de zoon van Jan zonder Vrees die de vader van Karel en Jan had vermoord. In ruil voor het losgeld, werd van Karel verwacht dat hij zou trouwen met Maria van Kleef. Pas in 1444 werd ook Jan vrijgelaten. Hij heeft dan 33 jaar in (relatief gerieflijke) gevangenschap doorgebracht.

## Na invrijheidstelling

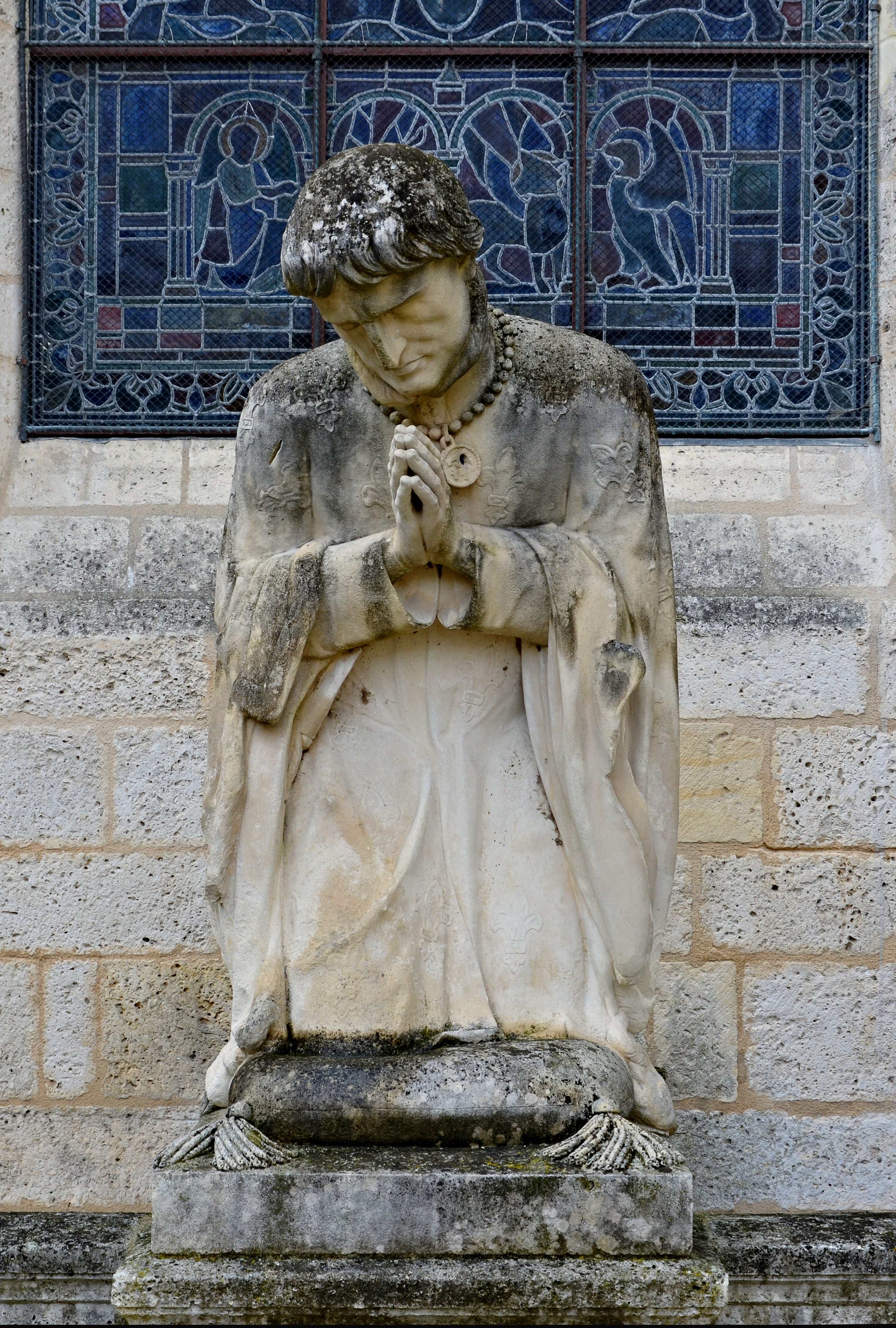
Het standbeeld ter nagedachtenis aan Jan van Angoulême, in 1876 vervaardigd door G.L. Gaudran, siert de apsis van de kathedraal Saint-Pierre d'Angoulême.

Na zijn vrijlating sloot Jan zich aan bij zijn jongere halfbroer Dunois (die de leiding over de familie overnam nadat Karel gegijzeld werd) en vocht onder diens bevel. Tussendoor, op 31 augustus 1449, trouwde hij met Marguerite de Rohan, dochter van Alain IX, burggraaf van Rohan, en van Marguerite van Bretagne, vrouwe van Guillac. In 1451 vocht Jan om de provincie Guyenne en nam hij deel aan het verjagen van de Engelsen.

## Nageslacht
Uit het huwelijk met Marguerite de Rohan kwamen drie kinderen voort:
- Lodewijk (1455-1458)
- Karel (1459-1496), graaf van Angoulême, vader van koning Frans I
- Jeanne (1462-1520), trouwde met Charles-François de Coëtivy, graaf de Taillebourg, zoon van Olivier de Coëtivy en van Marie de Valois.

Jan kreeg ook een buitenechtelijke zoon, Jan van Valois, bastaard van Angoulême, die hij legitimeerde in 1458.

## Laatste rustplaats
Jan van Angoulême, bijgenaamd de "goede graaf Jean d'Angoulême", rust in de kathedraal Saint-Pierre d'Angouleme met zijn vrouw en hun zoon Karel. De overblijfselen van vader en zoon werden hier in 2011 aangetroffen. De schedel van Jan werd in 1562 zwaar toegetakeld door hugenoten. De overblijfselen werden op 15 februari 2015 herbegraven tijdens een ceremonie onder voorzitterschap van bisschop Claude Dagens in dezelfde kathedraal.
In 1876 werd een standbeeld ter nagedachtenis aan Jan van Angoulême gemaakt door Gustave-Louis Gaudran; het siert sindsdien de vierkante Girard II van de apsis van de kathedraal.

## Kwartierstaat (voorouders)
| Peter I van Bourbon (1311-1356) | Peter I van Bourbon (1311-1356) | Peter I van Bourbon (1311-1356) | Peter I van Bourbon (1311-1356) | Peter I van Bourbon (1311-1356) | Peter I van Bourbon (1311-1356) |                                 |                                 | Isabella van Valois (1313-1383) | Isabella van Valois (1313-1383) | Isabella van Valois (1313-1383)    | Isabella van Valois (1313-1383)    | Isabella van Valois (1313-1383)    | Isabella van Valois (1313-1383)    |                                    |                                    | Jan II van Frankrijk (1319-1364)  | Jan II van Frankrijk (1319-1364)  | Jan II van Frankrijk (1319-1364)  | Jan II van Frankrijk (1319-1364)  | Jan II van Frankrijk (1319-1364)  | Jan II van Frankrijk (1319-1364)  |                                |                                | Bonne van Luxemburg (1315-1349)    | Bonne van Luxemburg (1315-1349)    | Bonne van Luxemburg (1315-1349)    | Bonne van Luxemburg (1315-1349)    | Bonne van Luxemburg (1315-1349)    | Bonne van Luxemburg (1315-1349)    |                                |                                | Galeazzo II Visconti (1320-1378) | Galeazzo II Visconti (1320-1378) | Galeazzo II Visconti (1320-1378) | Galeazzo II Visconti (1320-1378) | Galeazzo II Visconti (1320-1378)   | Galeazzo II Visconti (1320-1378)   |                                    |                                    | Blanche van Savoie (1336-1387)     | Blanche van Savoie (1336-1387)     | Blanche van Savoie (1336-1387) | Blanche van Savoie (1336-1387) | Blanche van Savoie (1336-1387) | Blanche van Savoie (1336-1387) |
| Peter I van Bourbon (1311-1356) | Peter I van Bourbon (1311-1356) | Peter I van Bourbon (1311-1356) | Peter I van Bourbon (1311-1356) | Peter I van Bourbon (1311-1356) | Peter I van Bourbon (1311-1356) |                                 |                                 | Isabella van Valois (1313-1383) | Isabella van Valois (1313-1383) | Isabella van Valois (1313-1383)    | Isabella van Valois (1313-1383)    | Isabella van Valois (1313-1383)    | Isabella van Valois (1313-1383)    |                                    |                                    | Jan II van Frankrijk (1319-1364)  | Jan II van Frankrijk (1319-1364)  | Jan II van Frankrijk (1319-1364)  | Jan II van Frankrijk (1319-1364)  | Jan II van Frankrijk (1319-1364)  | Jan II van Frankrijk (1319-1364)  |                                |                                | Bonne van Luxemburg (1315-1349)    | Bonne van Luxemburg (1315-1349)    | Bonne van Luxemburg (1315-1349)    | Bonne van Luxemburg (1315-1349)    | Bonne van Luxemburg (1315-1349)    | Bonne van Luxemburg (1315-1349)    |                                |                                | Galeazzo II Visconti (1320-1378) | Galeazzo II Visconti (1320-1378) | Galeazzo II Visconti (1320-1378) | Galeazzo II Visconti (1320-1378) | Galeazzo II Visconti (1320-1378)   | Galeazzo II Visconti (1320-1378)   |                                    |                                    | Blanche van Savoie (1336-1387)     | Blanche van Savoie (1336-1387)     | Blanche van Savoie (1336-1387) | Blanche van Savoie (1336-1387) | Blanche van Savoie (1336-1387) | Blanche van Savoie (1336-1387) |
|                                 |                                 |                                 |                                 |                                 |                                 |                                 |                                 |                                 |                                 |                                    |                                    |                                    |                                    |                                    |                                    |                                   |                                   |                                   |                                   |                                   |                                   |                                |                                |                                    |                                    |                                    |                                    |                                    |                                    |                                |                                |                                  |                                  |                                  |                                  |                                    |                                    |                                    |                                    |                                    |                                    |                                |                                |                                |                                |
|                                 |                                 |                                 |                                 |                                 |                                 |                                 |                                 |                                 |                                 |                                    |                                    |                                    |                                    |                                    |                                    |                                   |                                   |                                   |                                   |                                   |                                   |                                |                                |                                    |                                    |                                    |                                    |                                    |                                    |                                |                                |                                  |                                  |                                  |                                  |                                    |                                    |                                    |                                    |                                    |                                    |                                |                                |                                |                                |
|                                 |                                 |                                 |                                 | Johanna van Bourbon (1338-1378) | Johanna van Bourbon (1338-1378) | Johanna van Bourbon (1338-1378) | Johanna van Bourbon (1338-1378) | Johanna van Bourbon (1338-1378) | Johanna van Bourbon (1338-1378) |                                    |                                    |                                    |                                    |                                    |                                    | Karel V van Frankrijk (1337-1380) | Karel V van Frankrijk (1337-1380) | Karel V van Frankrijk (1337-1380) | Karel V van Frankrijk (1337-1380) | Karel V van Frankrijk (1337-1380) | Karel V van Frankrijk (1337-1380) |                                |                                | Isabella van Frankrijk (1348-1372) | Isabella van Frankrijk (1348-1372) | Isabella van Frankrijk (1348-1372) | Isabella van Frankrijk (1348-1372) | Isabella van Frankrijk (1348-1372) | Isabella van Frankrijk (1348-1372) |                                |                                |                                  |                                  |                                  |                                  | Gian Galeazzo Visconti (1347-1402) | Gian Galeazzo Visconti (1347-1402) | Gian Galeazzo Visconti (1347-1402) | Gian Galeazzo Visconti (1347-1402) | Gian Galeazzo Visconti (1347-1402) | Gian Galeazzo Visconti (1347-1402) |                                |                                |                                |                                |
|                                 |                                 |                                 |                                 | Johanna van Bourbon (1338-1378) | Johanna van Bourbon (1338-1378) | Johanna van Bourbon (1338-1378) | Johanna van Bourbon (1338-1378) | Johanna van Bourbon (1338-1378) | Johanna van Bourbon (1338-1378) |                                    |                                    |                                    |                                    |                                    |                                    | Karel V van Frankrijk (1337-1380) | Karel V van Frankrijk (1337-1380) | Karel V van Frankrijk (1337-1380) | Karel V van Frankrijk (1337-1380) | Karel V van Frankrijk (1337-1380) | Karel V van Frankrijk (1337-1380) |                                |                                | Isabella van Frankrijk (1348-1372) | Isabella van Frankrijk (1348-1372) | Isabella van Frankrijk (1348-1372) | Isabella van Frankrijk (1348-1372) | Isabella van Frankrijk (1348-1372) | Isabella van Frankrijk (1348-1372) |                                |                                |                                  |                                  |                                  |                                  | Gian Galeazzo Visconti (1347-1402) | Gian Galeazzo Visconti (1347-1402) | Gian Galeazzo Visconti (1347-1402) | Gian Galeazzo Visconti (1347-1402) | Gian Galeazzo Visconti (1347-1402) | Gian Galeazzo Visconti (1347-1402) |                                |                                |                                |                                |
|                                 |                                 |                                 |                                 |                                 |                                 |                                 |                                 |                                 |                                 | Lodewijk I van Orléans (1372-1407) | Lodewijk I van Orléans (1372-1407) | Lodewijk I van Orléans (1372-1407) | Lodewijk I van Orléans (1372-1407) | Lodewijk I van Orléans (1372-1407) | Lodewijk I van Orléans (1372-1407) |                                   |                                   |                                   |                                   |                                   |                                   |                                |                                |                                    |                                    |                                    |                                    |                                    |                                    | Valentina Visconti (1370-1408) | Valentina Visconti (1370-1408) | Valentina Visconti (1370-1408)   | Valentina Visconti (1370-1408)   | Valentina Visconti (1370-1408)   | Valentina Visconti (1370-1408)   |                                    |                                    |                                    |                                    |                                    |                                    |                                |                                |                                |                                |
|                                 |                                 |                                 |                                 |                                 |                                 |                                 |                                 |                                 |                                 | Lodewijk I van Orléans (1372-1407) | Lodewijk I van Orléans (1372-1407) | Lodewijk I van Orléans (1372-1407) | Lodewijk I van Orléans (1372-1407) | Lodewijk I van Orléans (1372-1407) | Lodewijk I van Orléans (1372-1407) |                                   |                                   |                                   |                                   |                                   |                                   |                                |                                |                                    |                                    |                                    |                                    |                                    |                                    | Valentina Visconti (1370-1408) | Valentina Visconti (1370-1408) | Valentina Visconti (1370-1408)   | Valentina Visconti (1370-1408)   | Valentina Visconti (1370-1408)   | Valentina Visconti (1370-1408)   |                                    |                                    |                                    |                                    |                                    |                                    |                                |                                |                                |                                |
|                                 |                                 |                                 |                                 |                                 |                                 |                                 |                                 |                                 |                                 |                                    |                                    |                                    |                                    |                                    |                                    |                                   |                                   |                                   |                                   |                                   |                                   |                                |                                |                                    |                                    |                                    |                                    |                                    |                                    |                                |                                |                                  |                                  |                                  |                                  |                                    |                                    |                                    |                                    |                                    |                                    |                                |                                |                                |                                |
|                                 |                                 |                                 |                                 |                                 |                                 |                                 |                                 |                                 |                                 |                                    |                                    |                                    |                                    |                                    |                                    |                                   |                                   |                                   |                                   |                                   |                                   |                                |                                |                                    |                                    |                                    |                                    |                                    |                                    |                                |                                |                                  |                                  |                                  |                                  |                                    |                                    |                                    |                                    |                                    |                                    |                                |                                |                                |                                |
|                                 |                                 |                                 |                                 |                                 |                                 |                                 |                                 |                                 |                                 |                                    |                                    | Karel van Orléans (1394-1465)      | Karel van Orléans (1394-1465)      | Karel van Orléans (1394-1465)      | Karel van Orléans (1394-1465)      | Karel van Orléans (1394-1465)     | Karel van Orléans (1394-1465)     |                                   |                                   | Filips van Orléans (1396-1420)    | Filips van Orléans (1396-1420)    | Filips van Orléans (1396-1420) | Filips van Orléans (1396-1420) | Filips van Orléans (1396-1420)     | Filips van Orléans (1396-1420)     |                                    |                                    | Jan van Angoulême (1399-1467)      | Jan van Angoulême (1399-1467)      | Jan van Angoulême (1399-1467)  | Jan van Angoulême (1399-1467)  | Jan van Angoulême (1399-1467)    | Jan van Angoulême (1399-1467)    |                                  |                                  | Margaretha van Orléans (1406-1466) | Margaretha van Orléans (1406-1466) | Margaretha van Orléans (1406-1466) | Margaretha van Orléans (1406-1466) | Margaretha van Orléans (1406-1466) | Margaretha van Orléans (1406-1466) |                                |                                |                                |                                |